# Society For International Affairs
La Sociedad de Asuntos internacionales (Society For International Affairs, o SoFIA), es una sociedad estudiante de Trinity College (Dublín) que tiene como objetivo de sensibilizar los estudiantes a la diplomacia y a las relaciones internacionales, invitando diplomáticos, políticos extranjeros y activistas. La sociedad está reconocido por el Comité central de la Sociedades (Central Societies Committee – C.S.C.) de la Universidad de Dublín.